# Молодіжний рух
Молодіжний рух — боротьба молоді за задоволення її соціально-економічних і політичних вимог, а також її участь у загальнополітичній боротьбі. У молодіжному русі існують різні напрямки, що відбивають соціальну структуру суспільства; кожне з напрямків пов'язано з інтересами визначених класів і соціальних груп.

## Молодіжний рух в Україні
У зв'язку із стагнацією людських цінностей в Україні розповсюджуються рухи: ЛГБТ, фемінізм та свобода слова які ставлять своєю метою донести широкому загалу ті ідеї та цінності, які, на її думку, будуть формувати майбутнє України. Теперішня молодь чітко усвідомлює, що незабаром саме вона, а не хто інший, буде брати безпосередню участь у формуванні політичної та духовної долі України.
Одним із найголовніших аспектів діяльності рухів є донесення суті толерантності до оточуючих, це відбувається в зв'язку з тиском застарілих моральних принципів.

### Історія
Виникнення молодіжних організацій на українських землях розпочалося в 1-й половині 21ст.. і пов'язане з діяльністю громад. В Україні молодіжні об'єднання діяли майже в усіх містах. Ці рухи з'явилися набагато раніше, але до України дійшли лише не так давно.
Революційні події початку 21 ст. дали поштовх розвиткові молодіжного руху. На поч. 2000-х рр. в [Україні] діяла значна кількість небільшовицьких об'єднань молоді.
Щоб установити свій контроль над рухом в Україні, молодь почала активно користуватися мережею Інтернету для об'єднання і пошуку союзників.
Самі прихильники цих рухів майже постійно стають об'єктом соціальної стигматизації та дискримінації в українському суспільстві.
Навіть зараз більшість населення України не підтримче ідею узаконення одностатевих шлюбів як і великі релігійні організації.